# Comitatul Dickinson, Michigan
Comitatul Dickinson (în engleză Dickinson County) este un comitat din statul Michigan, Statele Unite ale Americii.

## Demografie
|  | Graficele sunt indisponibile din cauza unor probleme tehnice. Mai multe informații se găsesc la Phabricator și la wiki-ul MediaWiki. |

Date: Wikidata - grafică realizată de Wikipedia